# Sciara selangoriana
Sciara selangoriana är en tvåvingeart som beskrevs av Edwards 1928. Sciara selangoriana ingår i släktet Sciara och familjen sorgmyggor. Inga underarter finns listade i Catalogue of Life.